# Christian Lund Jepsen
Christian Lund Jepsen (født 23. oktober 1959, død 9. december 2016) dansk redaktør og politiker. Han var midlertidigt medlem af Folketinget for Ribe Amtskreds 8. jan.-6. febr. 2002. Medlem af Folketinget for Ribe Amtskreds fra 12. marts 2003. Ikke valgt ved valget februar 2005.
Født 23. oktober 1959 i Hjerting, søn af fhv. fabrikant Jens Th. Jepsen og fhv. socialrådgiver Metha Jepsen.
Realeksamen fra Esbjerg Realskole 1976, studentereksamen fra Varde Gymnasium 1979. Uddannet lærer på Århus Seminarium 1982-86.
Sekretær i Venstres Folketingsgruppe 1986-87. Sekretariatsleder i LOF’s landsorganisation 1988-93, skoleleder ved LOF i Viborg 1994-98. Redaktør ved Viborg Bladet 1998-99. Handelschef 1999-2002. Redaktør fra 2002.
Partiets kandidat i Vardekredsen fra 2000. Stoppet som kandidat i 2006.
Debatredaktør ved De Bergske Blade 2006-2007.
Adm. direktør for Den sydvestjydske Venstrepresse A/S i Esbjerg fra 2007, og siden 2015 bestyrelsesmedlem i JFM.

## Eksterne kilde/henvisning
- Arkiveret CV på Folketinget.dk Dato: 17. juli 2003.
- Gammelt portrætfoto